# District d'Ibi
Pour les articles homonymes, voir Ibi.
Le district d'Ibi (揖斐郡, Ibi-gun) est un district de la préfecture de Gifu, au Japon.
Au 1er mai 2014, sa population était de 70 326 habitants pour une superficie de 876,65 km2.

## Communes du district
- Ibigawa
- Ikeda
- Ōno